# Surjoux
Surjoux korábbi község (település) Franciaországban, Ain megyében. 2019. január 1-jén Lhôpital községgel egyesült és delegált községként Surjoux-Lhopital új község része lett.
Lakosainak száma 85 fő (2018. január 1.). Surjoux Chanay, Injoux-Génissiat, Lhôpital, Challonges és Franclens községekkel határos.

## Népesség
A település népessége az elmúlt években az alábbi módon változott:
| Lakosok száma | 90   | 69   | 67   | 69   | 73   | 77   | 74   | 79   | 81   | 85   |
|               | 1968 | 1975 | 1982 | 1999 | 2006 | 2011 | 2013 | 2016 | 2017 | 2018 |